# Manuel Ávila Camacho, Nopalucan
Manuel Ávila Camacho är en ort i Mexiko.   Den ligger i kommunen Nopalucan och delstaten Puebla, i den sydöstra delen av landet, 140 km öster om huvudstaden Mexico City. Manuel Ávila Camacho ligger 2 548 meter över havet och antalet invånare är 696.
Terrängen runt Manuel Ávila Camacho är kuperad söderut, men norrut är den platt. Runt Manuel Ávila Camacho är det tätbefolkat, med 530 invånare per kvadratkilometer. Närmaste större samhälle är Acatzingo de Hidalgo, 16,4 km söder om Manuel Ávila Camacho. Trakten runt Manuel Ávila Camacho består till största delen av jordbruksmark.